# Metapioplasta olivescens
Metapioplasta olivescens là một loài bướm đêm trong họ Noctuidae.